# Nowe Nadratowo
Nowe Nadratowo – wieś w Polsce położona w województwie mazowieckim, w powiecie żuromińskim, w gminie Żuromin. 
Wieś wchodzi w skład sołectwa Nowe Nadratowo-Stare Nadratowo.
W latach 1975–1998 miejscowość administracyjnie należała do województwa ciechanowskiego.